# Junus Bahri

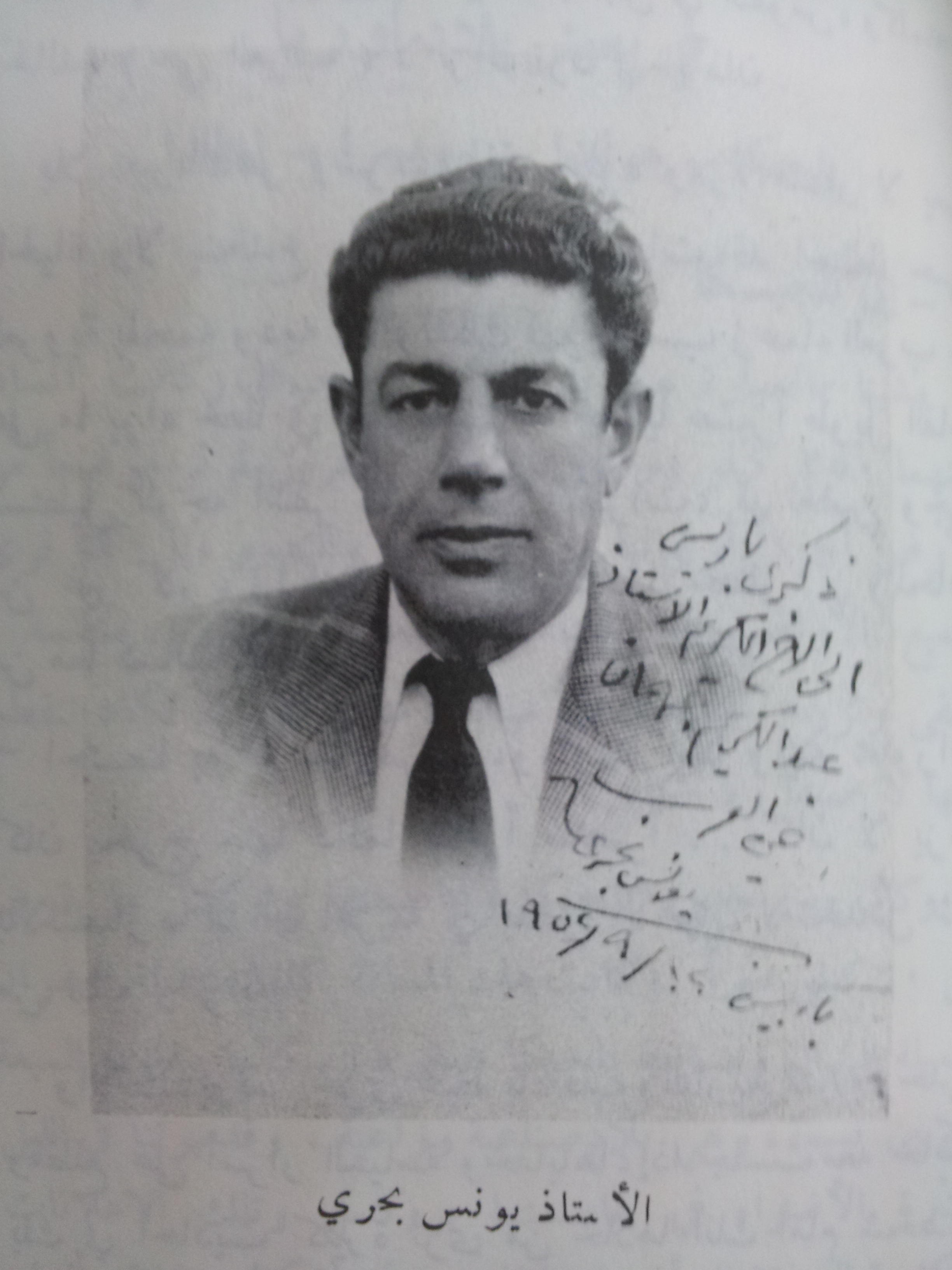
Junus Bahri, 1952

Junus Bahri (arab. ‏يونس بحري‎; ur. prawdopodobnie w 1902 r., zm. w 1979 r.) – iracki dziennikarz i publicysta, działacz narodowo-niepodległościowy, antybrytyjski propagandysta radiowy w służbie niemieckiej podczas II wojny światowej
W 1931 r. założył w Bagdadzie dziennik „Al-Ukab”, zostając jego redaktorem naczelnym. Następnie współtworzył Iracką Agencję Informacyjną, a także 2 stacje radiowe. Opowiadał się za niepodległością Iraku. W latach 30. kilkakrotnie odwiedzał Niemcy, nawiązując kontakty z najwyższymi dygnitarzami Rzeszy. Przez pewien czas przebywał w Arabii Saudyjskiej, promując idee arabskiej i islamskiej jedności. Na pocz. 1939 r. ponownie przybył do Berlina, pozostając w nim do końca wojny. Od końca kwietnia tego roku do końca kwietnia 1945 r. w Radiu Berlin prowadził propagandowe audycje radiowe o charakterze antybrytyjskim. W odpowiedzi został zaocznie skazany w okupowanym ówcześnie przez Brytyjczyków Iraku na karę śmierci. Na przełomie 1939/1940 r. przeszedł ponadto przeszkolenie wojskowe przygotowujące do służby korespondenta wojennego. SS powierzyło mu zadanie werbowania ochotników pochodzenia arabskiego, którzy byli następnie wysyłani do różnych krajów arabskich z tajnymi misjami. Po zakończeniu wojny przedostał się na Środkowy Wschód. Ostatecznie zamieszkał w Bejrucie, gdzie w 1956 r. opublikował swoje wspomnienia wojenne pt. Huna Berlin! Hajija al-Arab!.